# Der Ursprung des Kunstwerkes

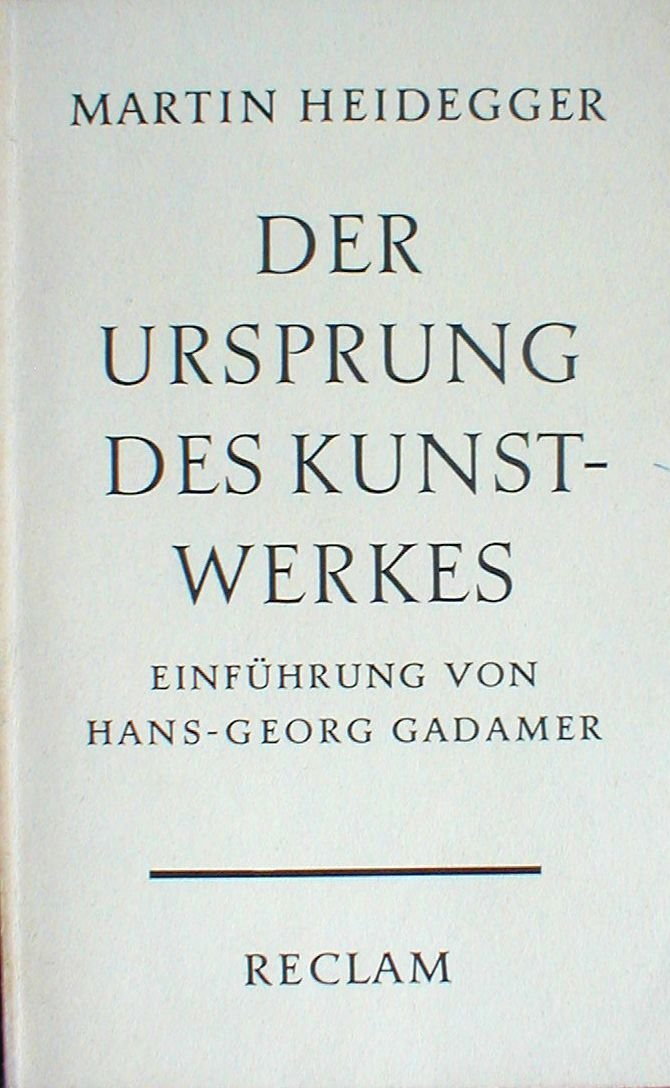

Der Ursprung des Kunstwerkes ist eine Abhandlung des Philosophen Martin Heidegger aus den Jahren 1935–36, in welcher er sich mit der Frage auseinandersetzt, was die Kunst als Kunst ausmacht. Was die Kunst ist, soll also nicht durch wissenschaftliche Disziplinen wie etwa die Psychologie erklärt werden, noch anhand soziologischer Ansätze, welche die Rolle der Kunst in der Gesellschaft untersuchen. Auch möchte Heidegger keine traditionell ästhetische Theorie der Kunst geben, welche normative Maßstäbe dafür gibt, was als Kunst gelten darf oder welche Kunst als ein Erlebnis für einen Betrachter beschreibt bzw. gar an metaphysische Konzepte bindet.
Heidegger versucht anstatt dieser überzeitlichen Erklärungen das Wesen der Kunst aus ihr selbst zu bestimmen, indem er sie entschieden geschichtlich denkt. Dies geschieht anhand zweier Thesen: Die erste lautet, im Kunstwerk habe sich „die Wahrheit ins Werk gesetzt“, die zweite, das Wesen der Kunst besteht in der „Stiftung der Wahrheit“, die „Geschichte gründet“.
Die Abhandlung ist für das Werk Heideggers von großer Wichtigkeit, da er hier seinem Begriff der Welt eine neue Dimension verleiht und dieser zugleich mit der Erde einen Gegenbegriff erhält. Gadamer erinnert sich, dass dies damals eine „philosophische Sensation“ bedeutete.

## Hintergrund

### Entstehung und Quellenlage
Nach Heideggers eigenen Angaben begann die Vorarbeit zu dem Thema bereits in den Jahren 1931 und 1932. Diese Entwürfe wurden in den Heidegger-Studien erstmals 1989 veröffentlicht. Andere verstreute Aufzeichnungen, die in das Umfeld gehören, wurden ebenfalls in den Heidegger-Studien abgedruckt.
Die „Zweite Ausarbeitung“ wurde am 13. November 1935 in der Kunstwissenschaftlichen Gesellschaft in Freiburg unter dem Titel Vom Ursprung des Kunstwerkes vorgetragen und im Januar 1936 in Zürich wiederholt. Die in der Vortragssammlung Holzwege (Martin Heidegger: Holzwege (GA 5)) veröffentlichte Fassung ist die Zusammenfassung dreier erweiterter Vorträge, die Heidegger 1936 in Frankfurt am Main gehalten hat. Zunächst erschien der Text allerdings im Reclam-Verlag 1960. Diese Ausgabe weicht in einigen Stellen geringfügig von jener der Holzwege ab.
Da die erste Ausarbeitung des Themas in die Jahre 31/32 fällt, also genau die Zeit, in welcher sich in Heideggers Denken eine Kehre vollzog, bieten sich zwei Lesarten des Textes an. Die eine sieht ihn als eine Ausarbeitung der in Sein und Zeit dargelegten Auffassung von Wahrheit und Welt, die andere ordnet ihn bereits Heideggers gekehrtem Denken zu.

### Seinsdenken
Die Metaphysik bzw. Ontologie gab seit Beginn der Philosophie eine Vielzahl von Bestimmungen des Seins, beispielsweise: „Alles ist Materie“: Materialismus, „alles ist Geist“: Idealismus, „die Welt ist von Gott erschaffen“: Ontotheologie, „alles ist Objekt für ein Subjekt“: Subjektivismus. Unter diese philosophischen Bestimmungen fällt auch jene, welche sich an der neuzeitlichen Naturwissenschaft orientiert, wie dies der Neukantianismus tat. Auch er bringt ein bestimmtes Vorurteil darüber mit, was ist, und auch dieses bestimmt sein Verständnis der Kunst: Indem er der wissenschaftlichen Erkenntnis den Vorzug gab, erschien ihm das Kunstwerk nur als ein physischer Gegenstand, der darüber hinaus eine symbolische oder allegorische Bedeutung hat:

„Daß das Kunstwerk auch ein Ding ist und nur über sein Dingsein hinaus noch etwas anderes bedeutet, als Symbol auf etwas verweist oder als Allegorie etwas anderes zu verstehen gibt, beschreibt die Seinsweise des Kunstwerks von dem ontologischen Modell aus, das durch den systematischen Vorrang der wissenschaftlichen Erkenntnis gegeben ist. Was eigentlich ist, das ist das Dinghafte, die Tatsache, das den Sinnen Gegebene, das von der Naturwissenschaft einer objektiven Erkenntnis entgegengeführt wird. Die Bedeutung die ihm [sc. dem Kunstwerk] zukommt, der Wert, den es hat, sind dagegen zusätzliche Auffassungsformen von nur subjektiver Geltung.“

Heideggers Seinsdenken stellt den Versuch dar, sich im Philosophieren all dieser Bestimmungen zu enthalten. Es geht stattdessen der Frage nach, wie die philosophischen oder wissenschaftlichen Bestimmungen des Seins überhaupt entstehen. Damit ist Wahrheit kein überzeitlicher und ewiger Zustand mehr, sondern ein Geschehen. Nach Heidegger ist es nicht Aufgabe des Denkens, ewig gültige Seins- und Wahrheitsbestimmungen hervorzubringen, sondern darüber nachzudenken, wie diese Bestimmungen sich historisch ereignen. Das Sein selbst ist dann als Geschehen der Wahrheit zu begreifen. Hierzu darf gerade nicht im Vorhinein eine bestimmte Auffassung als wahr angenommen werden, die dann rückblickend allem historischen Geschehen untergeschoben wird.

### Überwindung der Ästhetik
Die metaphysischen Bestimmungen der philosophischen Tradition haben nach Heideggers Auffassung auch die traditionelle Ästhetik geprägt, weshalb er in ihr eine „metaphysische Kunstlehre“ sah, da sie einerseits mit Begriffen wie Sinnbild, Allegorie, Metapher, Gleichnis, die platonische Trennung von Sinnlich-Materiellem und Geistigem reproduziere, andererseits alle Kunstwerke als Objekte für ein Subjekt auffasste. Entsprechend der programmatischen Ablehnung der Metaphysik, strebte Heidegger auch eine „Überwindung der Aesthetik“ an. Die Abhandlung Der Ursprung des Kunstwerkes kann daher als ein Beitrag zu diesem Programm angesehen werden. In den Beiträgen zur Philosophie (GA 65) notiert Heidegger:

„Die Frage nach dem Ursprung des Kunstwerks will nicht auf eine zeitlos gültige Feststellung des Wesens des Kunstwerks hinaus, die zugleich als Leitfaden zur historisch rückblickenden Erklärung der Geschichte der Kunst dienen könnte. Die Frage steht im innersten Zusammenhang der Aufgabe der Überwindung der Aesthetik und d. h. zugleich mit einer bestimmten Auffassung des Seienden als des gegenständlich Vorstellbaren. Die Überwindung der Aesthetik wiederum ergibt sich als notwendig aus der geschichtlichen Auseinandersetzung mit der Metaphysik als solcher.“

Damit dies gelingt, entwickelt Heidegger sein Kunstdenken aus seinem Seinsdenken heraus:

„Betont Heidegger, daß die Besinnung auf das Wesen der Kunst nur aus der Frage nach dem Sein bestimmt sei, dann spricht er darin allein seinen Anspruch aus, daß hier die philosophische Frage nach der Kunst auf einen neuen Grund gestellt wird, der in der Ausarbeitung der Seinsfrage gewonnen wird.“

Wenn also das Seinsdenken auf diese Weise danach fragt, was die Kunst in ihrem Wesen ausmacht, dann kann auch im Falle der Kunst nicht im Voraus eine wahre Bestimmung des Seins angesetzt werden. Viel mehr wird sich zeigen, dass die Kunst selber ein Verhältnis zum Sein (bzw. der Welt als dieses Bedeutungsganze) darstellt. Im Kunstwerk wird also nicht bloß etwas erfahrbar, das vorher nicht erkannt war, sondern mit dem Kunstwerk selbst tritt ontologisch „etwas Neues ins Dasein“, das nicht durch eine zuvor festgesetzte metaphysische oder wissenschaftliche Wahrheit beschrieben werden kann. Aus diesem Grund möchte Heidegger auch von einer Kunsttheorie loskommen, welche die Kunst als ästhetisches Erlebnis beschreibt und dadurch den Betrachter in den Mittelpunkt rückt: Es geht ihm darum „die ontologische Struktur des Werks unabhängig von der Subjektivität seines Schöpfers oder Betrachters zu verstehen.“ Denn der Vorrang des Betrachters und des Erlebens ist selbst ein sich in der Neuzeit und parallel zur Subjektphilosophie ausbildender, der nicht rückwirkend auf beispielsweise die antike Kunst angewandt werden kann.

## Inhalt
„Im Werk der Kunst hat sich die Wahrheit des Seienden ins Werk gesetzt.“

Im Mittelpunkt des heideggerschen Interesses am „Rätsel“ der Kunst steht dabei nicht mehr das Ideal der Ästhetik des Klassizismus, die Schönheit, sondern das Verhältnis von Kunst und Wahrheit. Gleichwohl erweist sich Schönheit als eine der wesentlichen Weisen, wie sich Wahrheit „ins Werk setzt.“ Der Vortrag ist, wie der Titel schon anzeigt, eine „Ursprungs-Theorie“, wobei Ursprung nach Heidegger das bedeutet, woher eine Sache ihr Wesen hat. Der Begriff des Wesens fasst wiederum das, was und wie eine Sache ist, unter sich zusammen. Für Heidegger zeigte sich jedoch bei der Suche nach dem Ursprung, dass der Künstler nur ist, indem er Kunstwerke hervorbringt, das Kunstwerk aber nur, weil es durch den Künstler gefertigt wurde: „Der Künstler ist der Ursprung des Werkes. Das Werk ist der Ursprung des Künstlers. Keines ist ohne das andere. Beide haben ihren Ursprung in der Kunst.“ Somit wird die Frage nach dem Ursprung des Kunstwerkes, zur Frage nach dem Ursprung der Kunst.
Zwei Thesen entfaltete Heidegger in seinem Vortrag: zum einen die, dass sich Wahrheit „ins Werk setze“; zum anderen die, dass der Kunst durch die Stiftung der Wahrheit eine geschichtsgründende Macht zukomme.
Für Heidegger war ein Kunstwerk nicht etwas Abstraktes, weshalb er äußerst ausführlich die Dinghaftigkeit des Kunstwerkes erläuterte. „Die Werke werden verschickt, wie die Kohle aus dem Ruhrgebiet (…) Hölderlins Hymnen waren während des Feldzuges im Tornister mitverpackt, wie das Putzzeug.“ Aber das Kunstwerk scheint über dieses Dinghafte hinaus noch etwas mehr zu sein. Zunächst muss aber verstanden werden, was ein Ding ist. Heidegger schlug drei Interpretationen vor, die er jedoch als unzureichend kritisierte:
- Ein idealistisches Dingverständnis, welches im Ding ein aus Substanz und Akzidenzien Zusammengesetztes sieht. Hier wird die Struktur der Sprache (Substanz-Kopula-Akzidenz) auf das Ding übertragen, es wird gleichsam „überfallen.“

- Ein materialistisches, bloß sinnliches, Dingverständnis (das Ding „rückt uns auf den Leib“), welches das Ding als Summe der Sinnesdaten begreift. Heidegger kritisierte hieran, dass niemals Sinnesdaten wahrgenommen werden, vielmehr „[H]ören [wir] den Sturm im Schornstein pfeifen […] Wir hören im Haus die Türe schlagen und hören niemals akustische Empfindungen.“[17]

- Ein Dingverständnis, welches Stoff und Form unterscheidet, also dem „Begriffsschema schlechthin für alle Kunsttheorie und Ästhetik“ folgt.[18] Für Heidegger war der einzig akzeptable Ort dieses Begriffspaares das Zeug, also Gegenstände des Gebrauchs. Hier wird Stoff in eine Form zwecks Dienlichkeit gebracht, meist ist zudem die Verwendung des Stoffs von der zu erreichenden Form abhängig.

Den ersten beiden Punkten ist gemeinsam, dass es ihnen am richtigen Abstand zum Ding fehlt: Die erste Auffassung ist zu theoretisch, die zweite klebt zu sehr an den Sinnesdaten. Um das Kunstwerk gegenüber der dritten Auffassung und gegenüber dem Zeug abzugrenzen, definiert Heidegger das Werk nicht über seine Eigenschaften, sondern unterscheidet es der Seinsweise nach vom Zeug. Ihm kommt eine eigene Seinsregion zu, die durch den Prozess des Sich-ins-Werk-setzen der Wahrheit bestimmt ist. Heidegger macht somit nicht die ästhetische Erfahrung, wie bei Kant und Nietzsche, zum Grundbegriff, sondern das Werk.
Nachdem Heidegger vorgreifend die Kunst durch das Ins-Werk-Setzen der Wahrheit bestimmt hat, ist der eigentliche Vortrag der Untermauerung dieser Ansicht gewidmet. Die Argumentation Heideggers ist dabei wie folgt: Das Wesen des Werkes liegt darin, dass es eine Welt aufstellt. Hierdurch stellt es die Erde her. Erde und Welt sind im Streit, der Vollzug dieses Streits findet im Werk statt. Der Streit besteht zwischen Lichtung und Verbergung und ist somit ein Urstreit. Als Prozess vollzieht sich dieser Streit durch das Ins-Werk-setzen der Wahrheit, hierdurch stiftet er gleichzeitig Wahrheit.
Entsprechend seinem schon in Sein und Zeit ausgearbeitetem Welt-Begriff, bezeichnet dieser auch hier eine Welt als verstandene Bedeutungsganzheit, deren Sinnbezüge sich uns vor allem im praktischen Umgang, durch den Vollzug erschließen. Es ist ein rein formaler Begriff, weshalb Heidegger analog zum umgangssprachlichen Gebrauch auch von der Welt der Bäuerin oder der Welt der Griechen sprechen konnte. Wenn nun das Kunstwerk eine Welt eröffnet, dann bedeutet dies, dass es die im praktischen Weltbezug stets unthematisch bleibende Bedeutungsganzheit eigens in den Blick bringt. Es stellt dem Betrachter seine sinnhafte Totalität von Bezügen und Verweisungen vor Augen.

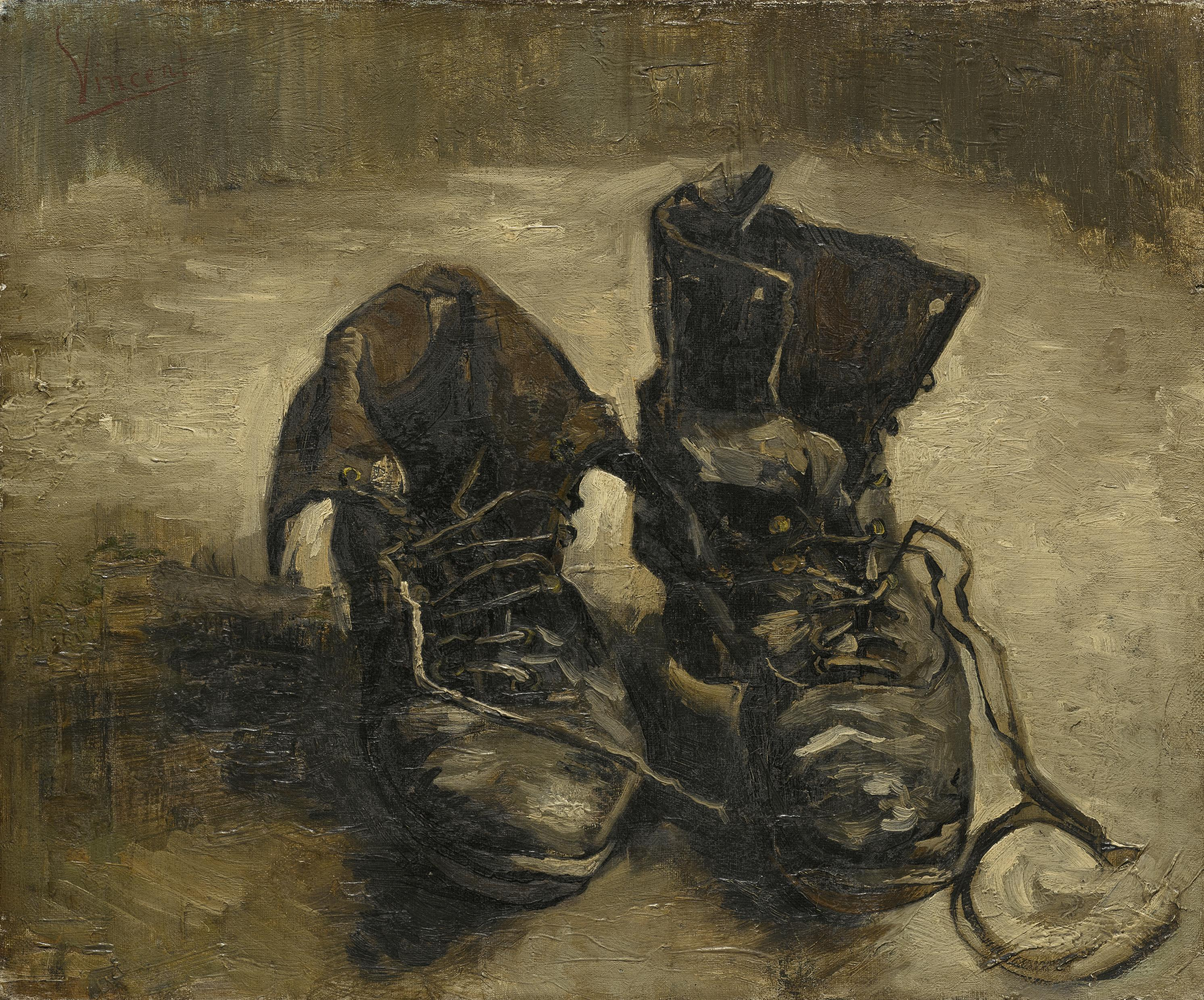
Vincent van Gogh: Stillleben, Ein Paar Schuhe

 Wie sich zum Beispiel die Welt einer Bäuerin im Kunstwerk eröffnen kann, demonstriert Heidegger anhand eines Bildes von Van Gogh, welches des Künstlers ausgetretene Schuhe zeigt, die Heidegger fälschlich für zwei Bauernschuhe hält.

„Aus der dunklen Öffnung des ausgetretenen Inwendigen des Schuhzeuges starrt die Mühsal der Arbeitsschritte. In der derbgediegenen Schwere des Schuhzeuges ist aufgestaut die Zähigkeit des langsamen Ganges durch die weithin gestreckten und immer gleichen Furchen des Ackers, über dem ein rauer Wind steht. Auf dem Leder liegt das Feuchte und Satte des Bodens. Unter den Sohlen schiebt sich hin die Einsamkeit des Feldweges durch den sinkenden Abend. In dem Schuhzeug schwingt der verschwiegene Zuruf der Erde, ihr stilles Verschenken des reifenden Korns und ihr unerklärtes Sichversagen in der öden Brache des winterlichen Feldes. Durch dieses Zeug zieht das klaglose Bangen um die Sicherheit des Brotes, die wortlose Freude des Wiederüberstehens der Not, das Beben in der Ankunft der Geburt und das Zittern in der Umdrohung des Todes. Zur Erde gehört dieses Zeug und in der Welt der Bäuerin ist es behütet.“

Die Welt der Bäuerin zeigt sich als eine sinnhafte Beziehung zwischen Acker, Wind, Boden, Korn, Feldweg und Zeug (Schuhen). Die sinnhafte Beziehung zeigt sich als Dienlichkeit des Zeugs. Das Zeug dient in der Welt zu etwas. Der Sinnbezug des Zu setzt aber die Verlässlichkeit des Zeugs voraus, also die erdhafte Grundlage des Zeugs. Sie hält erst die Welt zusammen. Nur im Zeug sind Welt und Erde da, nur hier zeigen sich Beziehung und deren Voraussetzung. Damit ist das Wesen des Zeugs gefunden – aber nicht durch eine Beschreibung des Zeugs, sondern des Bildes von Van Gogh. Mit einem gemalten Paar Schuhe kann man nicht gehen. Stattdessen eröffnet das Werk auf seine Weise einen neuen Bezug zur Welt: Das Werk „hat gesprochen. In der Nähe des Werkes sind wir jäh anderswo gewesen, als wir gewöhnlich zu sein pflegen.“ Es ist die „Eröffnung dessen, was das Zeug, die Bauernschuhe, in Wahrheit ist. Dieses Seiende tritt in die Unverborgenheit des Seins heraus. Im Werk ist (…) ein Geschehen der Wahrheit am Werk.“
Wesentlich für den Wahrheitsbegriff als Lichtung ist, dass Heidegger ihn mit der Verbergung verknüpfte: Das Verbergen gehört zum Wesen der Wahrheit. Dies deshalb, da unser Verständnishorizont kein fester, absoluter Grund ist, von dem aus alles Seiende in seinem Was auszulegen wäre: Verständnishorizonte ändern sich, die Welt als Bedeutungsganzheit eröffnet sich in verschiedener Weise. Damit können wir aber Wahrheit nicht mehr einzig auf unseren Verständnishorizont zurückführen, sondern sind auf das Seiende angewiesen, darauf dass es sich so zeige, wie es ist. Das Seiende ist also Bedingung für die Wahrheit. Da es aber auch als Schein trügen kann, liegt in der Bedingung für die Wahrheit gleichermaßen Lichtung und Verbergung. Dies meinte Heidegger, wenn er vom Urstreit von Lichtung und Verbergung sprach. Im Kunstwerk zeigt sich dieser Streit: „Zum Wesen der Wahrheit als der Unverborgenheit gehört dieses Verweigern in der Weise des zwiefachen Verbergens.“
Dem Menschen ist nun immer schon faktisch ein Verständnishorizont gegeben, innerhalb dessen Seiendes als sinnhaftes begegnet. Wenn sich der Urstreit nun konkret vollzieht, so tut er dies als Streit von Welt und Erde. Dabei ist Welt nun die einem konkreten Volk, zum Beispiel den antiken Griechen, gegebene Welt.
Das Beispiel der Bauernschuhe könnte nahelegen, dass Heidegger an eine Nachahmungstheorie anknüpft. Um sich jedoch hiervon abzugrenzen, wählte Heidegger außerdem das Beispiel eines griechischen Tempels, denn „mit welchem Wesen welchen Dinges soll denn ein griechischer Tempel übereinstimmen?“
Statt nachzuahmen, ist die Wahrheit im Tempel als etwas Sammelndes im Werke. Der Tempel eröffnet einen Ort für Tod und Geburt, Sieg und Schmach, Ausharren und Verfall, also die Sphäre der menschlichen Welt.

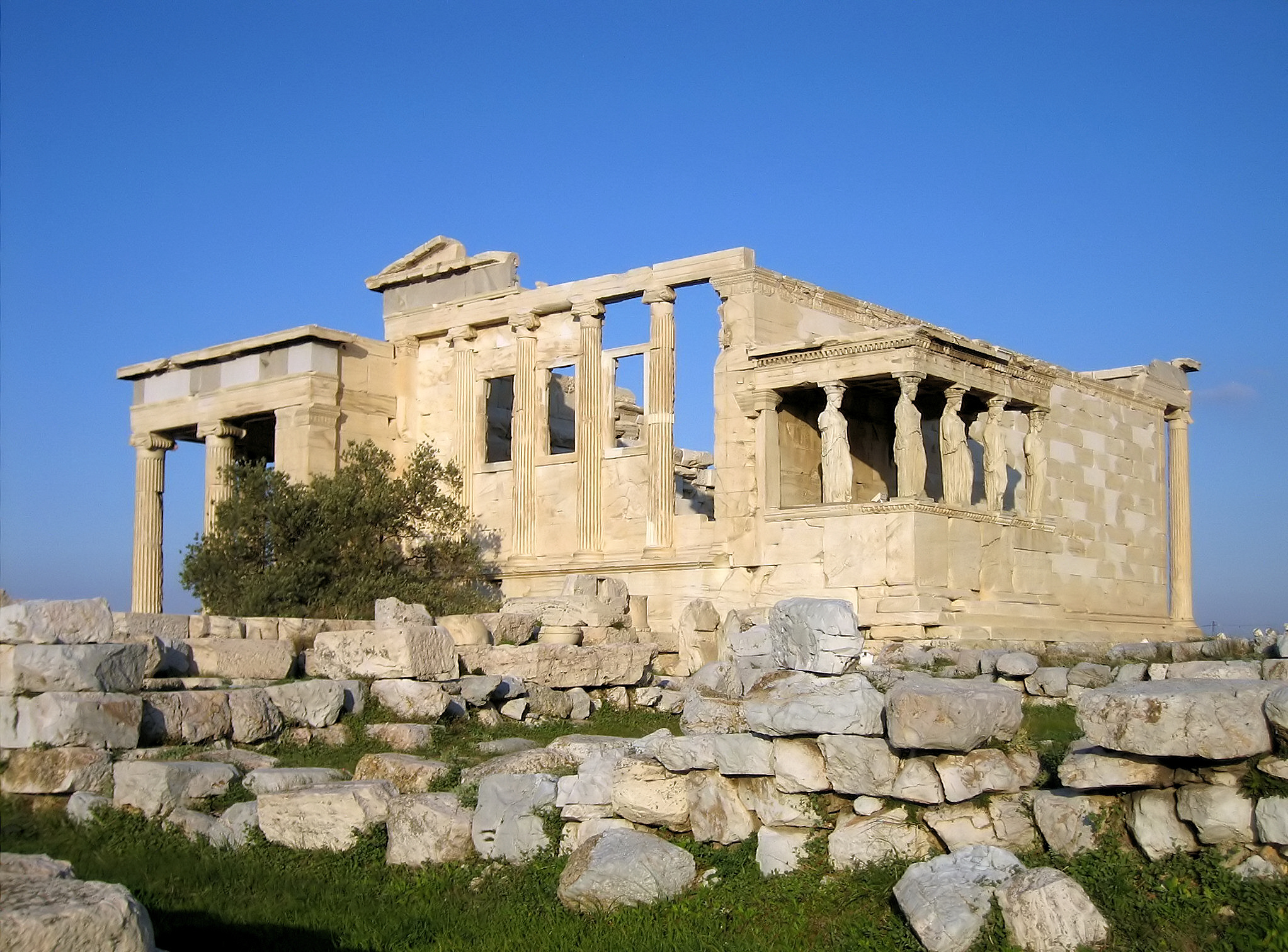
Das Erechtheion auf der Akropolis in Athen.

Durch sein Herausragen in die natürliche Umwelt, die φύσις (physis), schafft er zugleich eine Offenheit, in der erst Pflanzen, Tiere und andere Naturerscheinungen ihren Ort haben. Er lichtet dieses Worauf und Worin der Mensch sein Wohnen gründet: die Erde. Der Tempel gibt erst das Ganze frei, innerhalb dessen das Einzelne begegnen kann. Heidegger dachte also das Ganze nicht als Summe seiner Teile, vielmehr gerade umgekehrt: „Wir kommen dem, was ist, eher nahe, wenn wir alles umgekehrt denken (…)“ Die Welt ist also nicht eine Anhäufung von Dingen, sie ist kein einzelner Gegenstand, sie ist nur als geschichtliches Geschehen („Welt weltet“) und damit Teil der menschlichen Angelegenheiten. Ihr Gegensatz ist die Erde.
Im Offenhalten der Welt war das Werk für Heidegger zugleich herstellend, aber nicht im Sinne eines Produzierens: Während im Zeug der Stoff in der Dienlichkeit aufgeht und verschwindet, lässt das Werk den Stoff erst erscheinen: „Der Fels kommt zum Tragen und Ruhen und wird so erst Fels (…) der Ton zum Klingen, das Wort zum Sagen.“ Dies dadurch, dass das Werk sich zurücknimmt in die Erde, so lässt es „die Erde eine Erde sein.“ Nur in der Kunst kommt so die Erde als das, was sie ist, zum Erscheinen. Die naturwissenschaftliche Erkenntnis vermag dies nicht zu greifen: „So ist z. B. die Farbe nur im Aufleuchten erfahrbar: Wenn wir sie verständig messend in Schwingungszahlen zerlegen, ist sie fort. Sie zeigt sich nur, wenn sie unentborgen und unerklärt bleibt.“ Hier zeigt sich das Wechselspiel von Verbergung und Lichtung: Entweder versteht man Farbe und ihre Bedeutung in der Welt der Bäuerin, oder wir zerlegen die Farbe in elektrodynamische Schwingungen, wodurch ihr Bezug zur Welt jedoch abreißt. Dieses der Erde eigentümliche Verschließen im Entweder-oder wird durch den Streit im Werk in die Offenheit gebracht. Der Stein, der als bloßes Masseding betrachtet und dessen Gewicht erfasst wird, zeigt sich nur als vorhandener, kein Weg des Verstehens führt von dort dahin, ihn als Last zu begreifen. „Lästig“ ist er nur in einer sinnhaften Welt, in welcher er sich dem menschlichen Tun durch seine Last in die Quere stellt.
Ein Kunstwerk unterscheidet sich somit von anderen bedeutungshaften Gebilden gerade dadurch, dass es die Bedeutung selbst explizit macht. Die Bedeutung, also Bewandtnis eines Hammers erschließt sich gerade durch den praktischen Umgang mit ihm – und verschließt sich somit zugleich, da sie unthematisch im Hintergrund bleibt. Im Betrachten eines Kunstwerks vollzieht sich der Streit von Verbergung und Lichtung dadurch, dass sich der Betrachter einerseits auf die im Kunstwerk dargestellten sinnhaften Gebilde, die in der Welt verschwinden, zunächst einlassen muss, um überhaupt eine Welt zu verstehen; andererseits macht aber das Kunstwerk die Welt als sinnhafte Totalität gerade explizit.
Das Schaffen des Künstlers ist ein Hervorbringen, aber nicht zu verwechseln mit der Anfertigung von Zeug. Als τέχνη (téchne) bedient es sich zum Hervorbringen in die Unverborgenheit der φὐσις. Das Wesen des Schaffens wird also vom Wesen des Werkes her bestimmt. Wie bereits erwähnt, ist aber die Wahrheit nicht etwas, dessen sich der Mensch bedienen könnte: „Wahrheit geschieht nur so, dass sie in dem durch sie selbst sich öffnenden Streit und Spielraum sich einrichtet.“ Eine Weise dieses Sich-einrichtens ist das Sich-ins-Werk-setzen der Wahrheit und so liegt auch in der Wahrheit ein „Zug zum Werk.“ Das Geschaffensein des Werkes ist der in die Gestalt gebrachte Streit. Mit diesem Begriff streifte Heidegger die zu jener Zeit im Schwange befindliche Gestaltpsychologie: Das Festgestelltsein der Wahrheit ist die Gestalt.
Es tritt nun das Geschaffensein des Werkes an diesem hervor, jedoch bedeutet dies nicht, dass erkennbar ist, dass ein Künstler es angefertigt hat, sondern es zeigt sich ein „Stoß“ ins Sein. Ebendieses „dass“ es ist, kommt dem Kunstwerk als etwas Besonderes zu: „Je einsamer das Werk, festgestellt in die Gestalt, in sich steht, je reiner es alle Bezüge zu den Menschen zu lösen scheint, um so einfacher tritt der Stoß, dass solches Werk ist, ins Offene (…)“ Während das Dass-Sein des Zeugs meist bei dessen Verwendung für uns verborgen bleibt, indem es in der Bewandtnisganzheit aufgeht, sind für Heidegger Dinge gerade dadurch gekennzeichnet, dass sie in ihrem Dass-Sein besonders hervortreten. Dies gilt ganz besonders für Kunstwerke, weshalb Heidegger ihr Dass-Sein als Stoß ins Sein bezeichnet.
Aber auch das Werk braucht den Rezipienten als Bewahrer, um die durch es eröffnete Offenheit zu erbringen. Diese – man würde wohl sagen ästhetische – Empfindung fasste Heidegger als „das ekstatische Sicheinlassen des existierenden Menschen in die Unverborgenheit des Seins.“ Nur hierdurch wird das Werk nicht durch den Rekurs aufs Subjekt und dessen Empfindungen zum „Erlebniserreger“ herabgesetzt. Nach Heideggers Vorstellung soll das Werk außerdem die Menschen zum Miteinandersein führen.
Für Heidegger war der Künstler nicht „geniales Subjekt“, sondern er schöpft im künstlerischen Schaffen aus der Geschichtlichkeit des Menschen. Die Geschichte verschenkt ihr Zuviel an Wahrheit, sie stiftet Neues und das Neue ist wiederum Aufgang von Geschichte. Darin liegt die geschichtsgründende Macht der Kunst als Ursprung. Heidegger sah keine besondere Rolle des Künstlers, dieser tritt vielmehr gegenüber dem Kunstwerk zurück. Der Prozess der Kunstproduktion gleicht einem „im Schaffen sich selbst vernichtenden Durchgang für den Hervorgang des Werkes.“
Das Kunstwerk bringt sich nur im Vollzug zur Geltung, also dadurch, dass es dem Betrachter seine Welt als sinnhafte Totalität eröffnet. Herausgerissen aus diesem Kontext, wird es aus seinem Wesensbereich entfernt. Daher sah Heidegger die Welt der vorhandenen Werke als Zerfallene, die Werke sind ortlos und nur noch als Gewesene. Heidegger kritisiert den sich daraus ergebenden Umgang mit den Werken im Kunstbetrieb mit Kunstkennern, Kunstrichtern, Kunstgenuss, Kunsthandel und Kunstgeschichtsforschung. Das Kunstwerk „stirbt“ gleichsam, wenn es in Sammlungen versetzt und so aus seinem Wesensbereich herausgerissen wird. Im Anschluss an Hegel, der bereits das Ende der Kunst festgestellt hatte, sah Heidegger die Zukunft der Kunst daher überaus kritisch, sollte es nicht gelingen einen Zugang zu ihr abseits der nur auf das Kunsterlebnis beschränkten Rezeption zu finden.

### Ausgaben
- Der Ursprung des Kunstwerkes. (Paginierung identisch mit der Reclam- und Gesamtausgabe) Mit der „Einführung“ von Hans-Georg Gadamer und der erneut an der Handschrift überprüften ersten Fassung des Textes von 1935 herausgegeben von Friedrich-Wilhelm von Herrmann, Klostermann, Frankfurt am Main 2012, ISBN 978-3-465-04163-4
- Der Ursprung des Kunstwerkes. (Reclam Universal-Bibliothek), Ditzingen 1986, ISBN 978-3-15-008446-5
- Holzwege. Klostermann, Frankfurt 2003, ISBN 978-3-465-03238-0
- Gesamtausgabe. Band 5

### Sekundärliteratur
- Emmanuel Alloa: Restitutionen. Heideggers „Ursprung des Kunstwerks“ in der französischen Rezeption. In: David Espinet/Tobias Keiling (Hrsg.): Heideggers Ursprung des Kunstwerks. Ein kooperativer Kommentar. Frankfurt am Main 2011, S. 250–265.
- Renate Maas, Diaphan und gedichtet. Der künstlerische Raum bei Martin Heidegger und Hans Jantzen, Kassel 2015, ISBN 978-3-86219-854-2
- David Espinet/Tobias Keiling (Hrsg.): Heideggers Ursprung des Kunstwerks. Ein kooperativer Kommentar, Frankfurt am Main 2011.
- Gottfried Boehm: Im Horizont der Zeit. Heideggers Werkbegriff und die Kunst der Moderne. In: Walter Biemel und Friedrich-Wilhelm v. Herrmann (Hrsg.): Kunst und Technik. Frankfurt am Main 1989, S. 255–286
- Jacques Derrida: Die Wahrheit in der Malerei. Wien 1992
- Hans-Georg Gadamer: Zur Einführung. In: Martin Heidegger: Der Ursprung des Kunstwerkes. Stuttgart 1960, S. 102–125
- Hans-Georg Gadamer: Kunst als Aussage. In: Gesammelte Werke, Bd. 8, Tübingen 1993
- Friedrich-Wilhelm v. Herrmann: Heideggers Philosophie der Kunst. Frankfurt am Main 1980 (2. überarb. u. erw. Aufl. 1994)
- Andrea Kern: »Der Ursprung des Kunstwerkes«. Kunst und Wahrheit zwischen Stiftung und Streit. in: Dieter Thomä (Hrsg.): Heidegger Handbuch. Stuttgart, 2003, S. 162–174
- Philippe Lacoue-Labarthe: Die Fiktion des Politischen. Heidegger, die Kunst und die Politik. Stuttgart 1990
- Tilmann Müller: Wahrheitsgeschehen und Kunst. Zur seinsgeschichtlichen Bestimmung des Kunstwerks bei Martin Heidegger. München 1994
- Otto Pöggeler: Die Frage nach der Kunst. Von Hegel zu Heidegger. Freiburg 1984
- Otto Pöggeler: Heidegger und die Kunst. In: Christoph Jamme (Hrsg.): Kunst – Politik – Technik. München 1992
- Richard Rorty: Heidegger wider die Pragmatisten. In: Neue Hefte für Philosophie 23, 1984, S. 1–22
- Meyer Schapiro: The Still Life as a Personal Object. A Note on Heidegger and van Gogh. In: Marianne L. Simmel (Hrsg.): The Reach of Mind. New York 1968, S. 203–209
- Ludger Schwarte: Die Regeln der Intuition. Kunstphilosophie nach Adorno, Heidegger und Wittgenstein. München 2000.
- Peter Trawny: Über die ontologische Differenz in der Kunst. Ein Rekonstruktionsversuch der ‚Überwindung der Aesthetik‘ bei Martin Heidegger. In: Heidegger-Studien 10, 1994, S. 207–212
- Wolfgang Ullrich: Der Garten der Wildnis. Martin Heideggers Ereignis-Denken. München 1996
- Julian Young: Heidegger's Philosophy of Art. Cambridge 2001
- Friedrich-Wilhelm von Herrmann: Heideggers Philosophie der Kunst. Eine systematische Interpretation der Holzwege-Abhandlung „Der Ursprung des Kunstwerkes“. Frankfurt/M. 1980.
- Christoph Jamme: „Dem Dichten vor-denken“. Aspekte von Heideggers „Zwie-sprache“ mit Hölderlin im Kontext seiner Kunstphilosophie, in: Zeitschrift für philosophische Forschung 38 (1984) 191–218.
- Gerhard Faden: Der Schein der Kunst. Zu Heideggers Kritik der Ästhetik. Würzburg 1986.
- Eric Bolle: Die Kunst der Differenz. Philosophische Untersuchungen zur Bestimmung der Kunst bei Martin Heidegger, Friedrich Hölderlin, Paul Celan und Bram van Velde. Amsterdam 1988.
- Annemarie Gethmann-Siefert: Martin Heidegger und die Kunstwissenschaft, in: Annemarie Gethmann-Siefert/Otto Pöggeler (Hg.): Heidegger und die praktische Philosophie. Frankfurt/M. 1988, 251–285.
- Walter Biemel: Gesammelte Schriften. Band 1: Schriften zur Philosophie. – Band 2: Schriften zur Kunst. Stuttgart-Bad Cannstatt 1996.
- Walter Biemel, Friedrich-Wilhelm v. Herrmann (Hg.): Kunst und Technik. Gedächtnisschrift zum 100. Geburtstag von Martin Heidegger. Frankfurt/M. 1989.
- Philippe Lacoue-Labarthe: Die Fiktion des Politischen. Heidegger, die Kunst und die Politik. Stuttgart 1990.
- Günther Pöltner (Hg.): Phänomenologie der Kunst. Frankfurt/M. 2000, 87–107 (Reihe der Öst. Ges. f. Phänomenologie; Band 5).
- Christoph Jamme, Karsten Harris (Hg): Martin Heidegger. Kunst – Politik – Technik. München 1992.
- Günter Seubold: Kunst als Enteignis. Heideggers Weg zu einer nicht mehr metaphysischen Kunst. Bonn 1996.
- Andreas Großmann: Heidegger-Lektüren. Über Kunst, Religion und Politik. Würzburg 2005.
- Von Heidegger her. Wirkungen in Philosophie – Kunst – Medizin. Hg. v. Hans-Helmuth Gander. Frankfurt/M. 1991 (Martin-Heidegger-Gesellschaft ∙ Schriftenreihe; 1). ISBN 3-465-02520-2.
- Otto Pöggeler: Bild und Technik. Heidegger, Klee und die moderne Kunst. München 2002.
- Madalina Diaconu: Der Satz der Identität jenseits von Tautologie. Alternative Identitätsmodelle des Kunstwerks im Ausgang von Heidegger und Lévinas, in: Helmuth Vetter (Hg.): Nach Heidegger. Einblicke – Ausblicke. Frankfurt/M. u. a. 2003 (Reihe der Öst. Ges. f. Phänomenologie; Bd. 7), 221–237. ISBN 3-631-39393-8.
- Helmuth Vetter: Kunst als Maß des Politischen? Anmerkungen zu Heidegger, in: Reinhold Esterbauer (Hg.): Orte des Schönen. Phänomenologische Annäherungen. Würzburg 2003, 191–216.
- Wilhelm Perpeet, Frank-Lothar Kroll: Heideggers Kunstlehre. Mit einem Vorwort von Otto Pöggeler. Bonn 2005.